# Kinetische Monte-Carlo-Methode
Die kinetische Monte-Carlo-Methode ist eine hybride Monte-Carlo-Methode und besitzt als Input die Raten von Zustandsübergängen, womit (indirekt) die Zeit modelliert wird. Die kinematische Monte-Carlo-Methode und die dynamische Monte-Carlo-Methode sind weitgehend ident.
Verwandt ist auch der Gillespie-Algorithmus.
Für die Phasenübergangsrate wird die sogenannte Mastergleichung verwendet:
{\displaystyle {\frac {\mathrm {d} {\mathcal {P}}_{\alpha }(t)}{\mathrm {d} t}}=\left(\sum _{\beta \neq \alpha }W_{\alpha \beta }\cdot {\mathcal {P}}_{\beta }(t)\right)-\sum _{\beta \neq \alpha }W_{\beta \alpha }\cdot {\mathcal {P}}_{\alpha }(t)}
Dabei sind Pα, Pβ die Wahrscheinlichkeiten für bestimmte Konfigurationen α und β und Wαβ und Wβα die entsprechenden Übergangswahrscheinlichkeiten.

## Zurückweisungslose kinetische Monte-Carlo-Simulation
Vorgangsweise bei der zurückweisungslosen kinetischen Monte-Carlo-Simulation:
1. Man definiert die Ausgangslage {\displaystyle k} der Atome zum Zeitpunkt {\displaystyle t=0}[3][4]
2. Von allen {\displaystyle N_{k}} möglichen Übergängen in den nächsten Zustand {\displaystyle i} werden die Übergangsraten {\displaystyle r_{k,i}\geq 0} berechnet, wobei für Übergänge, die nicht eintreten, {\displaystyle r_{k,i}=0} gilt.
3. Man bildet die Partialsumme {\displaystyle R_{k,i}} der Übergangsraten: {\displaystyle R_{k,i}=\sum _{j=1}^{i}r_{k,j}}. Die Gesamtsumme der Übergangsraten ist {\displaystyle Q_{k}=R_{k,N_{k}}=\sum _{j=1}^{N_{k}}r_{k,j}}.[4]
4. Die Zustände werden mit einer Wahrscheinlichkeit von {\displaystyle 0\leq {\frac {r_{k,i}}{Q_{k}}}\leq 1} angenommen.
  - Man bestimmt eine Zufallszahl {\displaystyle 0<\alpha \leq 1},[4] es wird jener Übergang {\displaystyle r_{k,i}} gewählt, für den gilt: {\displaystyle R_{k,i-1}<\alpha \cdot Q_{k}\leq R_{k,i}}[4]
5. Die Zeit wird auf {\displaystyle t_{i}=t_{k}+\Delta t} gesetzt, mit {\displaystyle \Delta t={\frac {\ln(1/a)}{Q_{k}}},}[4][5] wobei {\displaystyle a} eine Zufallszahl zwischen 0 und 1 ist.[4]
6. Man wiederholt die Schritte 2–5, bis das Abbruchkriterium erfüllt ist.